# Syllitus divergens
Syllitus divergens là một loài bọ cánh cứng trong họ Cerambycidae.